# 승전목 전승지
승전목 전승지는 1894년 동학전쟁 당시, 일본군에게 유일하게 거둔 처음이자 마지막 전투지이다. 대한민국 충청남도 당진시 면천면 사기소리 이배산과 웅산의 협곡 일대에 있다. 2018년 6월 28일 당진시의 향토유적 제10호로 지정되었다.

## 지정 사유
승전목(勝戰谷) 전승지는 1894년 동학농민혁명 당시 내포지방 동학농민군과 일본군 후비보병 19대대 서로군 1지대가 전투를 벌여 내포지방 동학농민군이 승리한 곳이다.
승전목 전투의 승리로 내포지방 동학농민군은 신례원 전투, 홍주성 전투로 이어지는 내포지방 동학농민혁명의 위대한 업적을 이루어 낼 수 있었다.
승전목 전투에서 패한 일본군은 불가피하게 후비보병 6연대 1개중대를 내포지방에 파병할 수밖에 없었는데 이는 승전목 전투의 승리가 일본군의 동학농민군의 진압계획을 변경하게 만든 빛나는 승리였음을 의미한다.